# Sommer-Paralympics 2012/Teilnehmer (Barbados)
| stlisierte Goldmedaille | stlisierte Silbermedaille | stlisierte Bronzemedaille |
| ----------------------- | ------------------------- | ------------------------- |
| —                       | —                         | —                         |

Barbados entsendete mit dem Schwimmer David Taylor, der bereits 2008 bei den Paralympischen Spielen teilnahm, einen Sportler zu den Paralympischen Sommerspielen 2012 in London. Dieser nahm an den Wettkämpfen 50 Meter Freistil S9 und 100 Meter Brustschwimmen SB8 teil, schied jedoch beide Male mit deutlichem Abstand zu den anderen Schwimmern in den Vorrunden aus.

## Teilnehmer nach Sportart

### Schwimmen
Männer:
- David Taylor